# Oxyallagma dissidens
Oxyallagma dissidens är en trollsländeart som först beskrevs av Selys 1876.  Oxyallagma dissidens ingår i släktet Oxyallagma och familjen dammflicksländor. Inga underarter finns listade i Catalogue of Life.